# Jan od Jezusa i Maryi
Jan od Jezusa i Maryi (ur. 1564, zm. 28 maja 1615) – hiszpański karmelita bosy. Czcigodny Sługa Boży.

## Biografia
Urodził się w Calahorra w Hiszpanii w 1564 r. Jego rodzicami byli Diego de San Pedro i Anna Ustarroz. Ojciec był poważanym lekarzem. Syn odebrał staranne wykształcenie. Podczas studiów w Salmance zetknął się z karmelitami bosymi. W wieku 18 lat przeszedł z uniwersytetu w Alcalá de Henares do nowicjatu karmelitów bosych w Pastranie i niedługo potem został mianowany profesorem w Colegio Comlutense. W 1590 roku przyjął święcenia kapłańskie.
W 1585 roku został wysłany do Genui, aby założył pierwszy klasztor poza granicami Hiszpanii. W roku 1593 uczestniczył w kapitule w Cremonie, gdzie nastąpiło oddzielenie karmelitów bosych od karmelitów. W 1597 roku powołano go do Rzymu, gdzie redagował konstytucję dla Kongregacji włoskiej. W 1611 roku został wybrany na generała zakonu.
Po zakończeniu kadencji osiadł w klasztorze św. Sylwestra w Monte Compatri. Zmarł 28 maja 1615 roku. Jego ciało po śmierci nie uległo rozkładowi i jest przechowywane w Monte Compatri, tam gdzie zmarł. W 1997 roku otwarto jego proces beatyfikacyjny. 25 listopada 2021 roku papież Franciszek promulgował dekret o heroiczności jego cnót i odtąd przysługuje mu tytuł Czcigodny.
Za życia Jan od Jezusa i Maryi cieszył się wielkim autorytetem. Z jego rad korzystali kardynałowie oraz władcy. Szacunkiem darzył go papież Paweł V.